# Parafia Najświętszego Serca Pana Jezusa i Matki Bożej Ostrobramskiej w Sosnówce
Parafia Najświętszego Serca Pana Jezusa i Matki Bożej Ostrobramskiej w Sosnówce – parafia rzymskokatolicka w dekanacie Mysłakowice w diecezji legnickiej. Jej proboszczem jest ks. Robert Kocioła.